# Crataegus lemingtonensis
Crataegus lemingtonensis är en rosväxtart som beskrevs av Charles Sprague Sargent. Crataegus lemingtonensis ingår i Hagtornssläktet som ingår i familjen rosväxter. Inga underarter finns listade i Catalogue of Life.